# Wieler 3 daagse Alkmaar
De Wieler 3 daagse Alkmaar is een wielerwedstrijd op de piste, die hetzelfde principe heeft als een Zesdaagse namelijk: een aantal teams van twee man komen tegen elkaar uit. Het team dat aan het einde van de 3 dagen de meeste ronden heeft gereden en/of de meeste punten heeft verzameld is de winnaar. In de loop van de dagen worden er verschillende deelwedstrijden ingelast, waarmee extra punten en te verdienen zijn.
Deze driedaagse werd voor het eerst in 2017 gereden in het Sportpaleis Alkmaar.
Yoeri Havik is met zijn 2 zeges (2017 en 2018) recordhouder.

## Lijst van winnaars
| jaar | koppel                          |
| ---- | ------------------------------- |
| 2019 | Niki Terpstra en Moreno De Pauw |
| 2018 | Yoeri Havik en Cees Bol         |
| 2017 | Wim Stroetinga en Yoeri Havik   |

## Stayeren
Tijdens de Wieler 3 daagse Alkmaar wordt er ook een drie daagse stayer wedstrijd gehouden.

## Lijst van winnaars
| jaar | winnaar         |
| ---- | --------------- |
| 2019 | Reinier Honig   |
| 2018 | Reinier Honig   |
| 2017 | Giuseppe Atzeni |

## Vrouwen
Tijdens de Wieler 3 daagse Alkmaar rijden de vrouwen een omnium over drie dagen.
| jaar | winnaar        |
| ---- | -------------- |
| 2019 | Tessa Dijksman |
| 2018 | Phaedra Krol   |
| 2017 | Kirsten Wild   |